# 埃伦豪森 (施泰尔马克州)
埃伦豪森（德語：Ehrenhausen）是奥地利施蒂利亚州莱布尼茨县的一个市镇。总面积3.03平方公里，总人口1074人，人口密度354.5人/平方公里（2005年）。